# Comes sacrarum largitionum
Comes sacrarum largitionum (grško starogrško κόμης τῶν θείων θησαυρῶν [kómes tōn theíon thesaurōn], dobesedno komes božanskih zakladov) je bil eden od najvišjih davčnih uradnikov v poznem Rimskem in zgodnjem Bizantinskem cesarstvu.
Položaj je bil prvič potrjen v letih 342-345, vendar je zagotovo nastal med vladavino cesarja Konstantina I. (vladal 306-337) okoli leta 318. Uradnik je bil rationalisa, ki je v obdobju Principata nadziral tiste finančne segmente, ki so ostali zunaj pristojnosti pretorijanskih  prefektov: obdavčitev senatorjev, davek collatio lustralis (grško chrysargyron), carino, rudnike, kovnice denarja ter državne mline in tekstilne tovarne. Komes je sprva samostojno nadziral tudi cesarjevo zasebno lastnino, potem pa je to do konca 4. stoletja opravljal pod nadzorom  comesa rerum privatarum.  Imel je tudi nekaj nekaj sodnih pristojnosti, povezanih z davki. 
Comes je do konca 5. stoletja  postopoma izgubljal svojo važnost, zlasti potem, ko je cesar Anastazij I. (vladal  491–518) ukinil osovraženi chrysargyron, vendar je še vedno ostal eden od glavnih davčnih ministrov, ki je nadziral področje uradov (scrinia) s številnimi oddelki, ki so bili pripojeni provincam.
Zadnji comes sacrarum largitionum je omenjen pod cesarjem Fokasom (vladal 602-610). Nasledila sta ga sakelarios in logothetes tou genikou, ki je  v srednjem bizantinskem obdobju (7.-11. stoletje) ostal načelnik  davčnih ministrov.  

## Vira
- Bury, John B. (1911). The Imperial Administrative System of the Ninth Century. With a Revised Text of the Kletorologion of Philotheos. Oxford University Publishing. str. 78ff.
- Kazhdan, Alexander, ur. (1991). Oxford Dictionary of Byzantium. New York ; Oxford : Oxford University Press. ISBN 978-0-19-504652-6.